# Igrzyska Dalekiego Wschodu 1921
V Igrzyska Dalekiego Wschodu odbyły się w czerwcu 1921 w chińskim mieście Szanghaj. Impreza ta już po raz drugi odwiedziła to miasto.
W zawodach tych brało udział sześć państw:
- Brytyjska Kompania Wschodnioindyjska
- Chiny (organizator)
- Filipiny
- Hongkong
- Japonia
- Syjam